# Caja de las Ágatas
La caja de las Ágatas es una arqueta destinada a guardar reliquias que se encuentra en la Cámara Santa de la catedral de San Salvador de Oviedo.
La caja de las Ágatas fue donada a la catedral de San Salvador de Oviedo, en el año 910, por el infante Fruela de Asturias, hijo de Alfonso III el Magno, y por su primera esposa, Nunilo Jimena. 
Está considerada, junto con la cruz de la Victoria, la cruz de los Ángeles y la arqueta de San Genadio, una de las cuatro obras cumbres de la orfebrería prerrománica asturiana.

## Historia
La caja de las Ágatas fue realizada a principios del siglo X. Fue donada a la Catedral de San Salvador de Oviedo, en el año 910, por el infante Fruela de Asturias, hijo de Alfonso III el Magno, y por su primera esposa, Nunilo Jimena. Cuando la caja fue donada Alfonso III el Magno y su esposa, la reina Jimena de Asturias, que habían donado a la Catedral de Oviedo la Cruz de la Victoria, aún vivían. 
En 1934, durante la Revolución de Asturias, la Cámara Santa de Oviedo fue dinamitada por los revolucionarios, y las reliquias y objetos allí conservados, incluidas la cruz de los Ángeles, el Arca Santa y la caja de las Ágatas, sufrieron graves desperfectos y hubieron de ser restauradas en 1942. No obstante, la restauración de 1942 ha sido considerada por diversos historiadores como una violación de los principios arqueológicos, artísticos e históricos, pues en algunos casos los daños fueron reparados sin tomar precauciones que permitieran posteriormente diferenciar los elementos originales de los añadidos.
En 1977 se cometió un robo en la catedral de Oviedo. La caja de las Ágatas fue sustraída y posteriormente recuperada, aunque la placa colocada en el remate de su tapa no fue localizada hasta el año 1989. No obstante, y debido a los graves desperfectos que sufrió, hubo de ser restaurada por la Comisión para la restauración de las Joyas Históricas de la Cámara Santa de la catedral de Oviedo, presidida por el presidente del cabildo catedralicio ovetense, y creada para reparar los daños causados por el robo de 1977. La comisión entregó la cruz de los Ángeles y la caja de las Ágatas a la catedral, después de haber sido restauradas, el día 14 de septiembre de 1985, y ambos objetos volvieron entonces a la Cámara Santa de Oviedo.

## Descripción

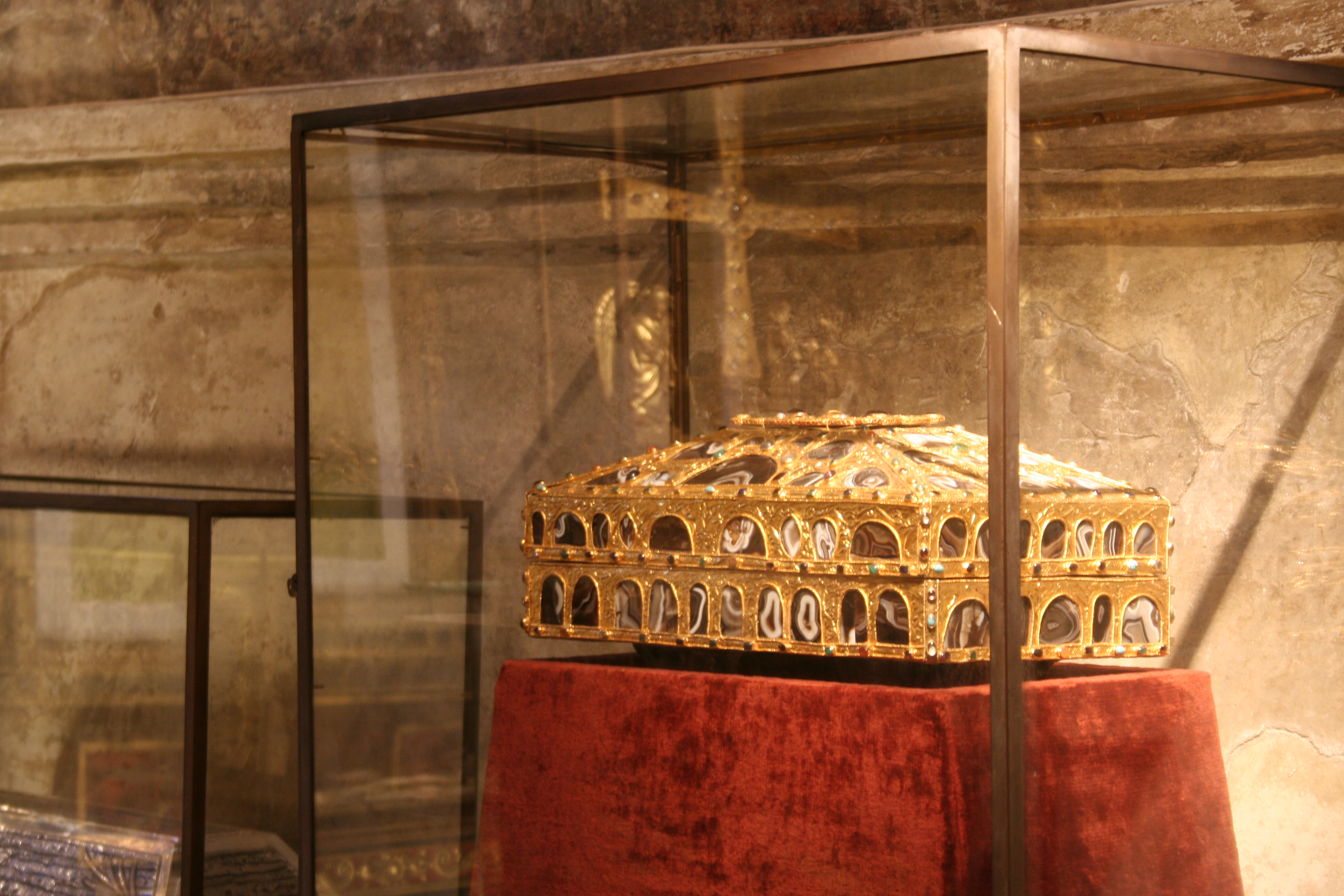
La caja de las Ágatas.

Es una arqueta de madera de ciprés de forma rectangular, aunque los lados de su tapa, que tiene forma piramidal rectangular truncada, están inclinados y están rematados por una placa colocada horizontalmente. Las dimensiones de la caja son de 16,5x42,4x27,1 cm. La placa superior colocada sobre su tapa mide 150x100 mm., y el peso total de la caja de las Ágatas es de 7.420 gramos.
A excepción del solero y de la placa colocada en su tapa, la caja de las Ágatas está recubierta con láminas de oro repujadas y adornadas con temas florales estilizados. En las láminas de oro que la recubren tiene practicadas noventa y nueve aberturas, siendo la mayoría de ellas en forma de arcos de herradura, de medio punto, peraltados o semielípticos, aunque también cuenta con aberturas elipsoidales de formas irregulares y diferentes tamaños. Las noventa y nueve aberturas de los laterales y de la tapa de la caja están rellenas con placas de ágata listada de 3 mm de grosor, y son dichas placas de ágata las que dan nombre a la caja.  
Los laterales de la caja se dividen en dos niveles, separados por la abertura que separa la caja de la tapa, y están adornados con cenefas de trazos rectilíneos oblicuos repujados que alternan con gemas. Parte de las doscientas doce gemas que llegó a tener han sido reemplazadas.
El solero de la caja es de plata maciza y está sujeto a aquella mediante ciento veintinueve clavos. En el solero se encuentra la inscripción que contiene los nombres de los donantes y una representación del Tetramorfos. Los cuatro símbolos de los evangelistas aparecen rodeando una representación estilizada de la cruz de la Victoria, también conservada en la Cámara Santa de Oviedo, y donada a la catedral ovetense por Alfonso III el Magno, y por su esposa, la reina Jimena de Asturias, en el año 908. En el solero se encuentran además cuatro semiesferas con reborde fileteado que sirven de soporte a la caja, a la que están unidas mediante clavitos.
La placa colocada en el remate de la tapa es más antigua que el resto de la caja de las Ágatas. Diversos autores sostienen que dicha placa pudo ser un cinturón franco, realizado en el siglo VIII, o bien un broche-relicario de estilo carolingio, labrado en torno a los siglos VIII y IX. La base de la placa es de oro y está rodeada por celdillas tabicadas que contienen fragmentos de granate, y que se prolongan en el interior de la placa formando dibujos curvilíneos. En los cuatro ángulos de la placa se hallan colocadas cuatro gemas en cabujones de borde semicircular, otras cuatro en los medianeros largos, tres en el eje mayor, y una en el centro. Los espacios carentes de ornamentación de la placa se rellenaron con esmaltes policromados que forman dragones, cuadrúpedos, pájaros, peces, reptiles y árboles estilizados. En la placa había 655 granates, 4 perlas, 12 esmaltes y 13 cabujones. 
Por su formato y estilo guarda relación con la Arqueta de San Genadio, que fue donada por el rey Alfonso III el Magno a San Genadio, obispo de Astorga entre los años 900 y 919.

## Inscripciones en el solero

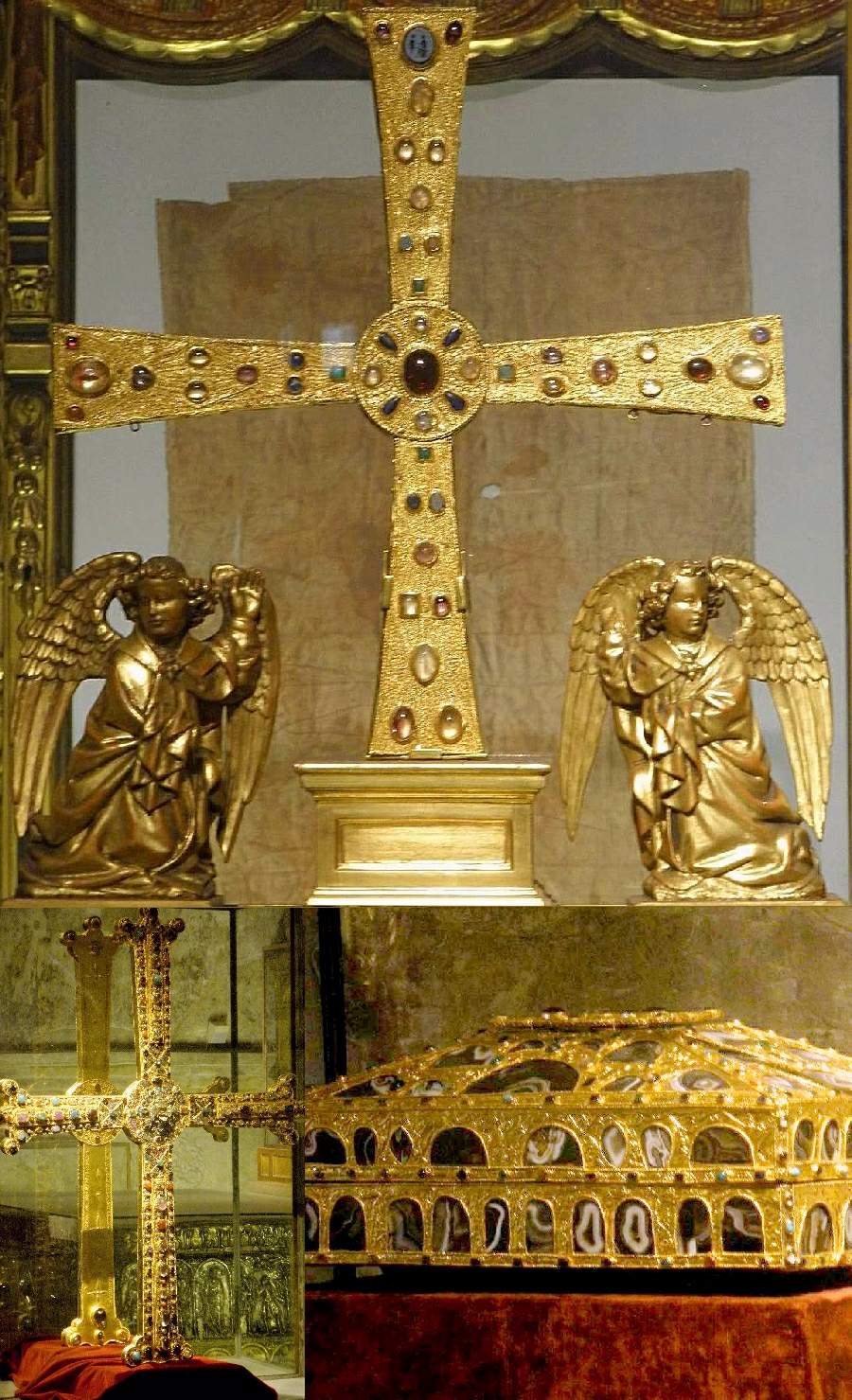
La caja de las Ágatas, la cruz de la Victoria y la cruz de los Ángeles. (Cámara Santa de Oviedo).

En el solero de la caja de las Ágatas, realizado en plata maciza, fueron grabadas con un punzón las siguientes inscripciones latinas:
- Lado corto superior:

"SVSCEPTVM PLACIDE MANEAT HOC IN HORE DI QVOD"

- Lado largo derecho (del observador):

"OFFERVNT FAMVLI XPI FROILA ET NVNILO COGNOMENTO / SCEMENA HOC OPVS PERFECTVM ET CONCES"

- Lado corto bajo:

SVM EST SCO SALVATORI OVETENSIS QVISQVIS

- Lado largo izquierdo (del observador):

"AVFERRE HOC DONARIA NSA PRESVNSERI FVLMINE DIVINO / INTEREAT IPSE OPERATVM EST ERA DCCCCXLVIII"

Las inscripciones latinas colocadas en el solero de la caja de las Ágatas, vienen a decir traducidas al castellano:

"Permanezca esto complacientemente realizado en honor de Dios, que ofrecen los servidores de Cristo Fruela y Nunilo por sobrenombre Jimena. Esta obra se realizó y se concedió a San Salvador ovetense, quienquiera que pretendiera arrebatar este don nuestro perezca por el rayo divino. Se fabricó en la Era 948 (año 910 de Cristo)."